# Dihymenonyx herrerai
Dihymenonyx herrerai är en skalbaggsart som beskrevs av Gutierrez 1949. Dihymenonyx herrerai ingår i släktet Dihymenonyx och familjen Melolonthidae. Inga underarter finns listade i Catalogue of Life.